# Atsuko Ikeda
Atsuko Ikeda (japonès: 池田 厚子; Tòquio, 7 de març de 1931), antigament Atsuko, princesa Yori (japonès: 順宮厚子内親王, Yori-no-miya Atsuko Naishinnō), és la quarta filla de l'Emperador Shōwa i l'Emperadriu Kōjun. Com a tal, és la germana gran de l'emperador emèrit Akihito. Es va casar amb Takamasa Ikeda el 10 d'octubre de 1952. Com a resultat, va renunciar al seu títol imperial i va abandonar la família imperial japonesa, tal com exigeix la llei. Més tard, va servir com a molt sagrada sacerdotessa (saishu) del Gran Santuari d'Ise, entre 1988 i 2017.

## Biografia
La princesa Atsuko va néixer al Palau Imperial de Tòquio el 7 de març de 1931, el seu pare és l'emperador Showa (Hirohito), la seva mare és l'emperadriu Kojun. La seva denominació infantil era Yori-no-miya (順宮). Va tenir tres germanes grans, la princesa Shigeko Teru-no-miya, la princesa Sachiko Hisa-no-miya (morta quan era un nadó) i la princesa Kazuko Taka-no-miya.

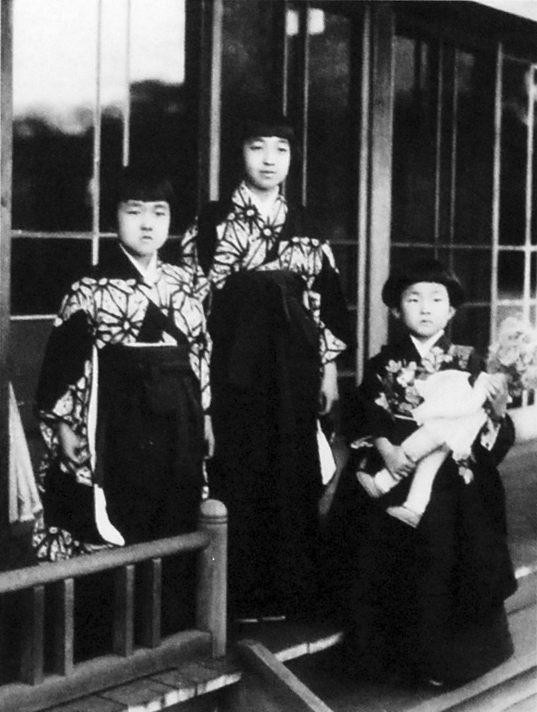
Les filles de l'emperador Shōwa davant del seu dormitori. D'esquerra a dreta la princesa Kazuko, la princesa Shigeko i la princesa Atsuko.

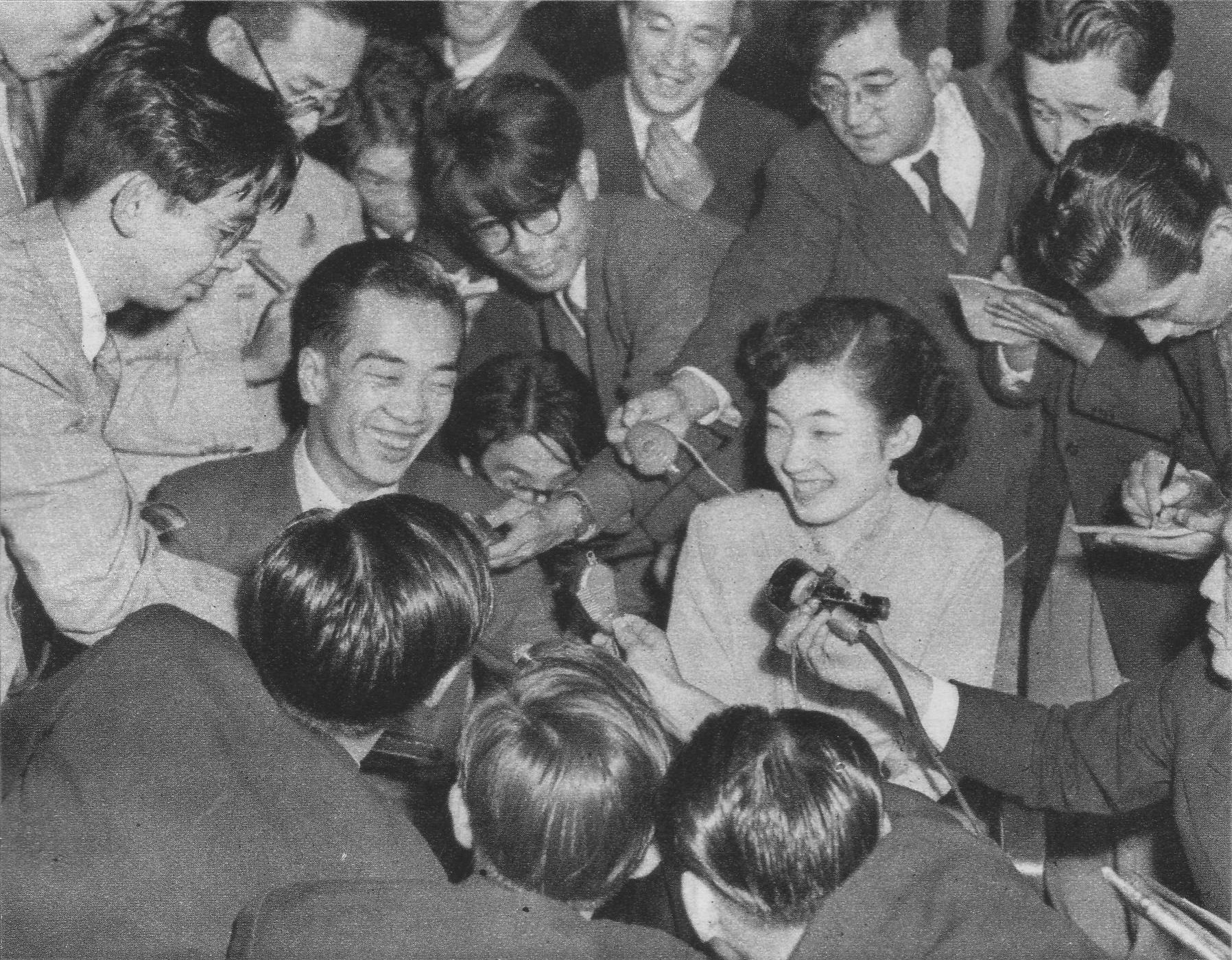
Atsuko i Takamasa Ikeda el 10 d'octubre de 1952.

Igual que amb les seves dues germanes grans, no va ser criada pels seus pares biològics, sinó per una successió de dames de la cort en un palau separat construït per a ella i les seves germanes grans al districte de Marunouchi de Tòquio. Es va graduar a l'Escola d'Iguals Gakushūin, i també va rebre tutories juntament amb els seus germans en anglès per una tutora nord-americana, Elizabeth Gray Vining, durant l'ocupació nord-americana del Japó després de la Segona Guerra Mundial. Es va graduar a la Col·legi de dones de la Universitat Gakushuin el març de 1952.
El 10 d'octubre de 1952, la princesa Yori es va casar amb Takamasa Ikeda (池田 隆政; 21 d'octubre de 1926 - 21 de juliol de 2012), el fill gran de l'antic marquès Nobumasa Ikeda i un descendent directe de l'últim dàimio que Okayama havia conegut. en una cerimònia del te japonesa als jardins Kōraku-en. La parella es va comprometre després de només sis mesos d'estar junts, però els plans del casament es van haver d'ajornar a causa de la mort de la seva àvia, lEmperadriu Teimei el 1951 i el període de dol posterior. Després del seu matrimoni, la princesa Yori es va convertir en la segona filla d'un emperador que renunciava a la seva condició de membre de la família imperial japonesa i es va convertir en plebea després del matrimoni, d'acord amb la Llei de la Llar Imperial de 1947. El pare del nuvi i la mare de la núvia, l'emperadriu, eren cosins germans, la qual cosa va fer que la parella fossin cosins segons.
L'antiga princesa es va traslladar a la prefectura d'Okayama, on el seu marit, un ric ramader, va exercir com a director del zoològic d'Ikeda fora de la ciutat d'Okayama durant més de cinquanta anys.

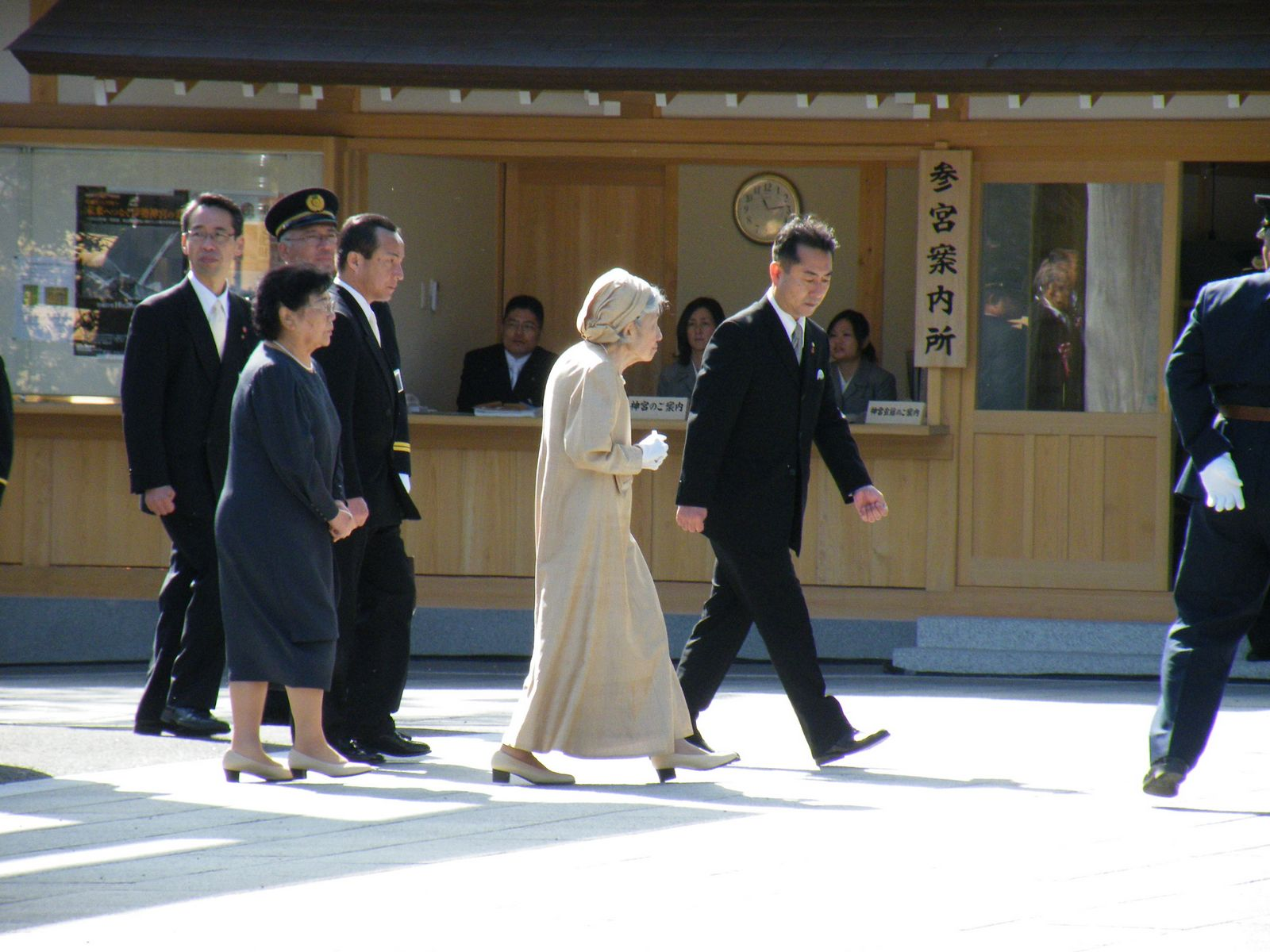
Atsuko Ikeda com a Gran Sacerdotessa del santuari d'Ise el 2009.

El 1965, va ser hospitalitzada amb sèpsia, que va ser un motiu de gran preocupació per a la família imperial, ja que la seva germana gran Shigeko Higashikuni ja havia mort de càncer d'estómac.
L'octubre de 1988, Ikeda va succeir a la seva germana gran, Kazuko Takatsukasa, com a sacerdotessa del Santuari d'Ise. Va exercir aquest càrrec fins al 19 de juny de 2017, quan la seva neboda, Sayako Kuroda, la va succeir. També va exercir com a presidenta de l'Associació de Santuaris Shinto fins al juny de 2017.
Els Ikeda no van tenir fills.

## Títols i honors

### Títols
- 7 de març de 1931 - 10 d'octubre de 1952: Sa Altesa Imperial la princesa Yori

### Honors
- Gran Cordó de l'Orde de la Preciosa Corona